# Джеймс Перч
Джеймс Перч (англ. James Perch, нар. 28 вересня 1985, Менсфілд) — англійський футболіст, півзахисник, захисник клубу «Квінз Парк Рейнджерс».
Також відомий виступами за клуб «Ноттінгем Форест».

## Ігрова кар'єра
Народився 28 вересня 1985 року в Менсфілді. Вихованець футбольної школи клубу «Ноттінгем Форест». Дорослу футбольну кар'єру розпочав 2004 року в основній команді того ж клубу, в якій провів шість сезонів, взявши участь у 190 матчах чемпіонату.  Більшість часу, проведеного у складі «Ноттінгем Форест», був основним гравцем команди.
До складу клубу «Ньюкасл Юнайтед» приєднався 2010 року. Наразі встиг відіграти за команду з Ньюкасла 40 матчів в національному чемпіонаті.